# Секст Аниций Фауст Паулин
Секст Аниций Фауст Паулин (лат. Sextus Anicius Faustus Paulinus) — римский политический деятель первой половины IV века.

## Биография
Отцом Аниция, предположительно, был Аниций Фауст (двукратный консул, в частности, 298 года), а братом — консул 322 года Амний Аниций Юлиан. В период до 325 года Паулин был проконсулом Африки, возможно, в течение двух лет. В 325 году Секст занимал должность ординарного консула вместе с Валерием Прокулом, но в мае тот был заменен на Юлия Юлиана.
С 12 апреля 331 года по 7 апреля 333 года Паулин занимал важный пост префекта Рима. Возможно, его следует отождествить с тем Аницием, упоминаемым у Пруденция, который был первым высокопоставленным сенатором, публично принявшим христианство. Также, его имя содержится в надписи на водопроводной трубе из Остии.
Вероятно, его сыном был префект Рима Аниций Паулин.